# Alberta (Minnesota)
Alberta é uma cidade localizada no estado americano de Minnesota, no Condado de Stevens.

## Demografia
Segundo o censo americano de 2000, a sua população era de 142 habitantes.
Em 2006, foi estimada uma população de 139, um decréscimo de 3 (-2.1%).

## Geografia
De acordo com o United States Census Bureau tem uma área de
0,7 km², dos quais 0,7 km² cobertos por terra e 0,0 km² cobertos por água. Alberta localiza-se a aproximadamente 339 m acima do nível do mar.

## Localidades na vizinhança
O diagrama seguinte representa as localidades num raio de 24 km ao redor de Alberta.